# Szymkowo (Białoruś)
Szymkowo (biał. Шымкава, ros. Шимково) – osiedle na Białorusi, w obwodzie mińskim, w rejonie mińskim, w sielsowiecie Łoszany.